# Ludo Magno
Ludo Magno (em latim: Ludus Magnus) era a principal escola e acampamento de gladiadores da Roma Antiga, localizado no vale entre o Esquilino e o Célio, nas imediações do Coliseu. Foi uma das quatro casernas (ludi) construídas por Domiciano, juntamente com o Ludo Gálico, o Ludo Matutino e o Ludo Dácico, e a única parcialmente visível ainda hoje.

## História
Na área ocupada pelo Ludo havia antes uma residência do final do período republicano e uma ínsula dos primeiros anos do império, ambas destruídas no grande incêndio de 64. A estrutura domiciana foi construída diretamente acima das ruínas. A fase atualmente visível é referente a uma reforma realizada por Trajano, que compreendeu a demolição e reconstrução de parte da estrutura. Cômodo, que era um grande fã dos jogos gladiatoriais, se apresentou e provavelmente dormiu ali.
Na Antiguidade Tardia, o edíficio passou por uma nova reforma e a cávea foi sustentada por uma série de muros radiais em opus vittatum, o que inutilizou os vários ambientes de serviço existentes no subterrâneo da estrutura. Outros ambientes com paredes em tufo foram escavados na fachada do pórtico no ângulo noroeste. A estrutura foi restaurado novamente na época de Odoacro (476) — as veações (venationes), os jogos com animais selvagens, continuaram a ser realizados até 536, mas a reforma, recordada em uma inscrição fragmentária, possivelmente faz referência ao próprio Coliseu. O edifício foi abandonado em algum momento no século VI, quando a estrutura passou a ser utilizada para a realização de sepultamentos.
Os restos da metade setentrional do complexo foram descobertos em 1937, por ocasião das escavações para a construção de um novo edifício entre a Via di San Giovanni in Laterano e a Via Labicana, e estudados entre 1957 e 1961.

## Descrição
Foram descobertos os restos de 14 celas de alojamento sem nenhum vestígio de camas, o que provavelmente indica que os gladiadores dormiam no chão. As celas mediam cerca de 20 metros quadrados e abrigavam dois gladiadores; o ludo todo abrigava cerca de mil gladiadores.
O edifício, que originalmente tinha três pisos, tinha uma planta similar à de outras casernas conhecidas, com quartos de alojamento e de serviço ao redor de um espaço central circundado por um pórtico de colunas toscanas em travertino. Um corredor seguia ao lado dos recintos e dava acesso às escadas para os andares superiores, dispostas nos ângulos. Em dos lados mais curtos havia um grande salão com um pórtico interno, provavelmente utilizado como santuário do culto imperial.
O pátio central era ocupado pela arena de treino, uma cópia em escala reduzida da arena do Coliseu (com uma razão de 1:2,5) da qual resta apenas parte da curvatura. É provável que ali também fossem realizadas apresentações abertas ao público e a cávea, acessível por escadas externas, acomodava cerca de 3 000 pessoas, com camarotes para as autoridades no centro de um dos lados longos. Seguindo outros autores, até 1 200 espectadores eram convidados para assistir o treinamento dos gladiadores.
Uma passagem subterrânea, descoberta em 1939, permitia o acesso direto ao subterrâneo de serviço do Coliseu. Este túnel foi iniciado por Domiciano, completado e inaugurado por Trajano e reformado por Adriano.

## Outros ludos
Os outros ludos construídos por Domiciano foram:
- Ludo Dácico (Ludus Dacicus), provavelmente destinado inicialmente aos prisioneiros das Campanha dácia de Domiciano. Com base num fragmento do "Plano de Mármore" (Forma Urbis), sabe-se que ele ficava entre as Termas de Trajano e o Ludo Magno, para o norte deste, além da Via Labicana;
- Ludo Gálico (Ludus Gallicus), provavelmente destinado aos gladiadores de origem gaulesa e de localização incerta;
- Ludo Matutino (Ludus Matutinus), utilizado para treinamento das veações (jogos com animais). Possivelmente estava entre o Templo do Divino Cláudio, no Célio, e a antiga Vico da Cabeça da África, onde foram encontradas as fundações elípticas da cávea em escavações realizadas em 1938. Aparentemente ele foi construído sobre um edifício mais antigo, talvez um ludus bestiarius citado por Sêneca[4].

Horácio cita, por volta de 10 a.C., um Ludus Aemilius, uma caserna de gladiadores de propriedade de um membro da gente Emília e de localização incerta, mais tarde transformada em uma estrutura termal (balneus Polycleti).